# Hochwasser-Medaille des Landes Sachsen-Anhalt 2002
Die Hochwasser-Medaille des Landes Sachsen-Anhalt 2002 wurde anlässlich des Elbehochwasser 2002 sowie vieler Zuflüsse wie z. B. der Mulde gestiftet. Kurz nach Stiftung der Einsatzmedaille Fluthilfe haben zahlreiche der betroffenen Bundesländer eigene Auszeichnungen für die Helfer der Flut gestiftet.

## Design
Die Medaille ist rund, auf der Vorderseite zeigt sie das Landeswappen Sachsen-Anhalts und auf der Rückseite den Satz In dankbarer Anerkennung.
Das Ordensband ist in den Landesfarben Gelb/Schwarz ausgeführt.